# Dickson Experimental Sound Film
Pour plus de détails, voir Fiche technique et Distribution.
Le Dickson Experimental Sound Film (aussi connu sous le titre The Gay Brothers) est un film réalisé en 1894, ou 1895, par William Kennedy Laurie Dickson, sorti en 1895. C'est le premier film dont le son est enregistré en même temps que les images, qui est produit pour le Kinétophone, un dispositif développé par Thomas Edison et William K.L. Dickson. Ce nouveau système consiste à intégrer dans le coffre d'un kinétoscope un phonographe à cylindres, qui démarre sa lecture en même temps que l'image se met à défiler. Le film est tourné au Black Maria, le premier studio de cinéma que Thomas Edison fait construire dans le New Jersey.

## Synopsis

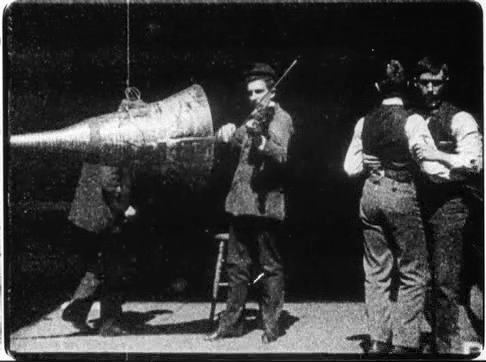
Image extraite du film.

Deux hommes dansent sur un air de violon que William Dickson joue : c'est une barcarolle, la Chanson du mousse (Acte I, scène 1, n° 3), tirée des Cloches de Corneville, de Robert Planquette.

## Fiche technique
- Titre original : Dickson Experimental Sound Film
- Autre titre : First Kinetophone Movie
- Réalisation et production : William K.L. Dickson
- Durée : 17 secondes
- Genre : Court métrage
- Format : noir et blanc - 1.33:1 - sonore, muet. Cependant on entend, juste avant le début du film : "Are the rest of you ready? Go ahead! "
- Langue : anglais

## Distribution
- William K.L. Dickson : le joueur de violon